# Dieselring
L'anello d'oro Dieselring viene consegnato dal 1955 annualmente dalla Verband der Motorjournalisten e.V. (VdM) a persone onorevoli di „Hebung der Verkehrssicherheit und die Minderung von Unfallfolgen“.
Il premio è in onore dell'inventore e ingegnere Rudolf Diesel. Per questo scopo vi è uno scritto del 21 luglio 1954 presso il MAN-Werksmuseum ad Augusta, città d'origine della famiglia e dell'invenzione del motore Diesel.

## Premiati
- 1955: Walter Linden
- 1956: Konsul Erhard Vitger
- 1957: Paul Gülker
- 1958: Hans Bretz
- 1959: Hubert van Drimmelen
- 1960: Rudolf Hillebrecht
- 1961: Fritz Nallinger
- 1962: Ernst Jacobi, Ernst Meyer, Ernst Stiefel
- 1963: Georg Geiger
- 1964: Willi Weyer
- 1965: Wilhelm Leutzbach, Bruno Wehner
- 1966: Johannes Schlums
- 1967: Gerhard Munsch
- 1968: Herrmann Jaeger
- 1969: Rudolf Frey
- 1970: Paul W. Hoffmann
- 1971: Ernst Fiala
- 1972: Richard Zechnall
- 1973: Karl Luff, Siegfried Steiger
- 1974: Maximilian Danner
- 1975: Hans Scherenberg
- 1976: Johann Heinrich von Brunn
- 1977: Manfred Schreiber
- 1978: Richard Spiegel
- 1979: Hans J. Schwepcke, Felix Mottl
- 1980: Konrad Pfundt
- 1981: Gerhardt Schork
- 1982: Fritz Oswald
- 1983: Pater Paul-Heinz Guntermann
- 1984: Udo Undeutsch
- 1985: Rolf Moll
- 1986: Werner Dollinger
- 1987: Berndt Gramberg-Denielsen, Erwin Hartmann
- 1988: Heinrich Praxenthaler
- 1989: Peter Brägas
- 1990: Peter Sefrin
- 1991: Wolfgang Bouska
- 1992: Wolfgang Lincke, Friedrich W. Lohr
- 1993: Eberhard Hemminger
- 1994: Kay-Jürgen Schröder
- 1995: Klaus Langwieder
- 1996: Erika Emmerich
- 1997: Dieter Ellinghaus
- 1998: Rudolf Günther
- 1999: Volker Meewes
- 2000: Armin Müller e Anton Th. van Zanten
- 2001: Max Mosley
- 2002: Bob Lee
- 2003: Manfred Bandmann
- 2004: Dieter Anselm
- 2005: Hans-Joachim Schmidt-Clausen
- 2006: Hartmut Marwitz
- 2007: Peter Hupfer
- 2008: Dieter-Lebrecht Koch
- 2009: Elmar Frickenstein
- 2010: Dietmar Otte [1]
- 2011: Kurt Bodewig
- 2012: Julia Seifert
- 2013: Rodolfo Schöneburg
- 2014: Ulrich Hackenberg
- 2015: Dieter Müller [2]